# 哥伦比亚共产党
哥伦比亚共产党（西班牙語：Partido Comunista Colombiano，缩写为PCC）是哥伦比亚的一个共产主义政党。

## 历史
1930年7月17日，该党在革命社会党的基础上成立。1935年，加入共产国际。1936年，推动成立哥伦比亚劳动人民联盟。1939年—1945年，一度受白劳德主义影响，并改名为民主社会党。1947年7月，召开第五次代表大会，将白劳德主义分子开除出党，并恢复原名。1947年，积极参与农民夺地斗争，遭到反动政府的镇压。1948年起，开展游击战。1953年，政府颁布大赦令后，大部分成员放下武器，但仍有部分成员坚持武装斗争。1957年起，开始参与议会选举，利用合法斗争形式，领导各界群众争取经济权益。1964年，该党成员建立哥伦比亚革命武装力量（1982年，改名为哥伦比亚革命武装力量—人民军）。1984年，与10多个左翼组织联合成立民主阵线。1985年，其成员与其他进步力量共同组建爱国联盟。1993年，该党与哥伦比亚革命武装力量—人民军决裂。1999年，该党参与创建政党联盟“社会和政治阵线”，后来该联盟并入替代民主极点，该党也进入替代民主极点内部活动；2012年，替代民主极点以该党还参加爱国行军和其他联盟为由，将其开除。
1980年代以来，哥伦比亚共产党成员一直是哥伦比亚右翼准军事组织暗杀的目标，有近7000名哥伦比亚共产党活动家遭右翼势力暗杀。